# There's the Rub
There's the Rub je pátým studiovým albem rockové skupiny Wishbone Ash. Je prvním albem skupiny, kde vystoupil kytarista a zpěvák Laurie Wisefield, který se stal hlavní tvůrčí osobností následujících 11 let. Album je mnoha kritiky považován za vrchol v kariéře skupiny.

## Seznam stop
Všechny skladby složili Wishbone Ash
1. "Silver Shoes" – 6:36
2. "Don't Come Back" – 5:12
3. "Persephone" – 7:02
4. "Hometown" – 4:48
5. "Lady Jay" – 6:00
6. "F.U.B.B." – 9:33

## Obsazení
- Martin Turner – baskytara, zpěv
- Andy Powell – akustická a elektrická kytara, zpěv, mandolína
- Laurie Wisefield – akustická, elektrická a steel kytara, zpěv, banjo
- Steve Upton – bicí

Hostující hudebníci
- Albhy Galuten – varhany (3), syntetizéry (3)
- Nelson Flaco Padron – conga (6)